# Тарасівка (Чигиринський район)
Тарасівка — колишнє село Чигиринського району Черкаської області. В 1959 році територія села затоплена водами Кременчуцького водосховища, а його мешканці переселені до новоствореного села Тіньки.

## Загальні відомості

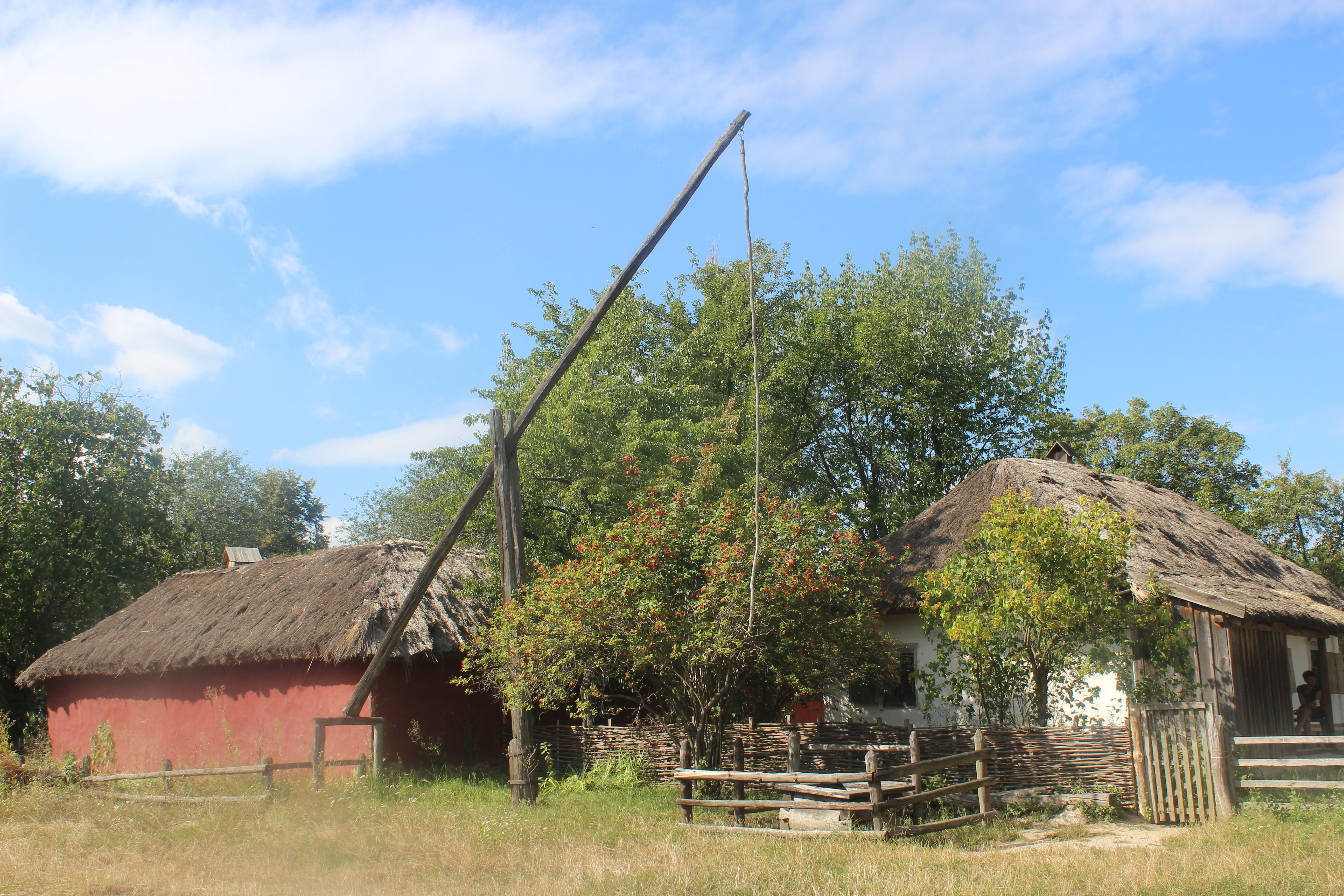
Тарасівка на мапі 1869 року

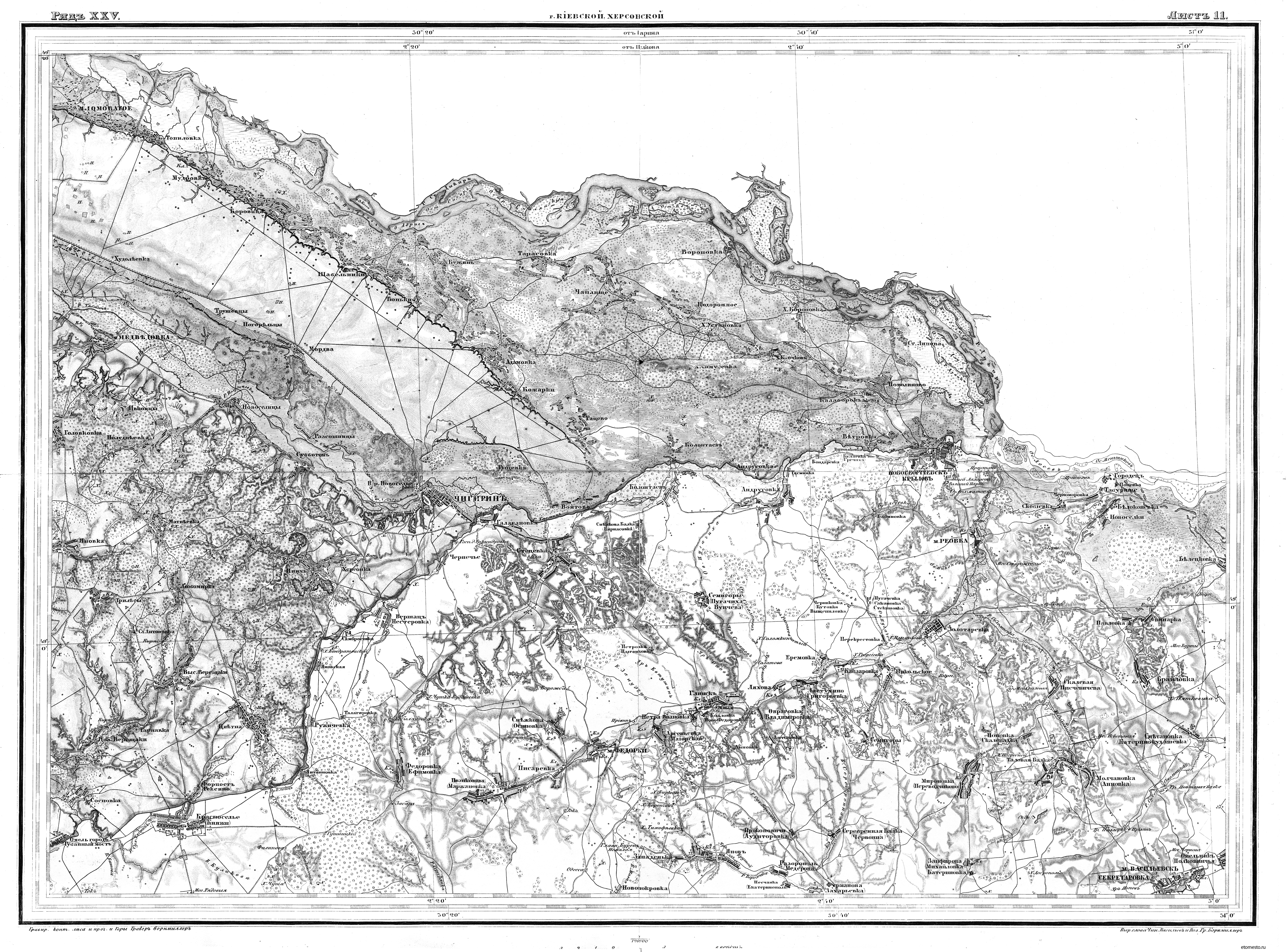
мапа 1868 року

Лаврентій Похилевич в своїх «Сказаннях про населені місцевості Київської губернії» згадує, що село було розташоване за 3 версти від Чаплищ, при протоці Дніпра і болота Гамаліно, яке було перегачене в греблю із татаса чи хмизу. В напрямку до Бужина знаходились окопи. Тоді (в середині 19 століття) тут мешкало 996 жителів обох статей, а в 1808 році було 54 двори і 481 житель.
В селі була дерев'яна церква Різдва Пресвятої Богородиці, 7-го класу, що мала 36 десятин землі. Церква збудована 1764 року і першим священиком при ній був вибраний з громади Юхим Татарченко. До її побудови мешканці села були прихожанами Чаплищинської церкви
Станом на 1885 рік у колишньому державному селі Чаплинської волості Чигиринського повіту Київської губернії, мешкало 1322 особи, налічувалось 160 дворових господарства, існували православна церква, школа та постоялий будинок.
За переписом 1897 року кількість мешканців зросла до 1566 осіб (825 чоловічої статі та 741 — жіночої), з яких 1545 — православної віри.